# ギター抱えたひとり旅
『ギター抱えたひとり旅』（ぎたーかかえたひとりたび）1964年12月19日に公開された日本の映画である。監督は山崎徳次郎。主演は小林旭。日活制作。

## 概要
いかさま師の辺見によって兄と恋人を失った氷室浩次は、辺見を追って信州をさまよっていた。
土地を収めるやくざが商売をカタに利権を奪う下劣なやり方を見た氷室はその借金を搾り取ってる貝原組に溶け込み、やがて辺見と因縁の対決を繰り広げる黒い賭博師シリーズ第3弾。この作品からカラーになる。

## キャスト
- 氷室浩次：小林旭
- 戸川聖子： 松原智恵子
- 洋子： 上月左知子
- 八代瑞江 ： 高田敏江
- 八代竜造： 小高雄二
- 鉄 ： 天坊準
- 成田屋の女将 ：福田文子
- 立ち退きを強要される喫茶店の店主 ：相原巨典
- 望峯閣ホテルの上納賭博を手入れする刑事 ：長弘
- 望峯閣ホテルの上納賭博の客： 鈴木三右衛門
- 立ち退きを強要される食堂の店主： 紀原土耕
- 望峯閣ホテルの上納賭博の中盆 ：村田寿男
- 神戸のイカサマ賭博の組長 ：加原武門
- 小野 ： 八代康二
- 白井鋭
- 刑事： 英原穣二
- 成田屋の主人 ： 玉井謙介
- 神戸のイカサマ賭博の中盆 ： 戸波志朗
- 貝原の子分： 晴海勇三
- 二階堂郁夫
- 貝原の子分 ： 高橋明
- 島村謙次
- 保母 ： 須田喜久代
- 貝原組事務員： 伊藤浩
- 貝原組組員： 岩手征四郎
- 貝原組事務員： 田中滋
- 貝原組組員： 堀崎二郎、溝口拳
- 矢代伸夫： 阿部尚之
- 技斗 ： 高瀬将敏
- 貝原： 金子信雄
- 木戸 ： 井上昭文
- 三堀： 草薙幸二郎
- 辺見（戸川） ： 芦田伸介

## スタッフ
- 監督： 山崎徳次郎
- 脚本： 山崎巌、坂田安雄
- 企画 ： 児井英生
- 原作：瀬木俊郎（双葉社版）
- 音楽： 大森盛太郎

## 併映作品
『男の紋章 喧嘩状』
- 脚本：甲斐久尊 / 監督：井田探 / 主演：高橋英樹
- 『男の紋章』シリーズ第6作。